# Malaysian Masters 1984
Das Camus Malaysian Masters 1984 war ein professionelles Snooker-Einladungsturnier, das im September 1984 im Royal Selangor Club in der malaysischen Hauptstadt Kuala Lumpur ausgetragen wurde. Sieger der als Jeder-gegen-jeden-Turnier aufgezogenen Veranstaltung wurde der Waliser Terry Griffiths vor Tony Meo aus England, der im Gegenzug mit einer 104er-Aufnahme das höchste Break des Turnieres spielte.

## Preisgeld
Gesponsert wurde das Turnier von der französischen Cognacbrennerei Camus, die zu jener Zeit viele der von Matchroom Sport organisierten, asiatischen Turniere sponserte. Da Barry Hearns Unternehmen auch das Malaysian Masters veranstaltete, fiel das Turnier ebenfalls in den Geltungsbereich des Sponsorenvertrags. Monetäres Preisgeld wurde nicht ausgezahlt.

## Turnierverlauf
Zum Turnier wurden fünf Spieler eingeladen: die britischen Spieler Terry Griffiths, Tony Meo und Weltmeister Steve Davis sowie die malaysischen Amateure Hoy Eng Lok und M. Oy. Alle fünf Spieler traten in einem einfachen Jeder-gegen-jeden-Turnier gegeneinander an, alle Gruppenspiele wurden dabei über genau zwei Frames gespielt. Nach einer Niederlage und zwei Unentschieden hatte Favorit Davis keine Chance mehr auf den Titel, den am Ende Griffiths dank seinem Sieg über Meo gewann.
| Pos. | Spieler         | Partien | S | U | N | Frames | Diff. |
| ---- | --------------- | ------- | - | - | - | ------ | ----- |
| 1    | Terry Griffiths | 4       | 3 | 1 | 0 | 7:1    | +6    |
| 2    | Tony Meo        | 4       | 3 | 0 | 1 | 6:2    | +4    |
| 3    | Steve Davis     | 4       | 1 | 2 | 1 | 4:4    | ±0    |
| 4    | M. Oy           | 4       | 1 | 1 | 2 | 3:5    | −2    |
| 5    | Hoy Eng Lok     | 4       | 0 | 0 | 4 | 0:8    | −8    |

| Spiel | Spieler 1       | Ergebnis | Spieler 2       |
| ----- | --------------- | -------- | --------------- |
| 1     | Steve Davis     | 1:1      | M. Oy           |
| 2     | Steve Davis     | 1:1      | Terry Griffiths |
| 3     | Steve Davis     | 02:02    | Hoy Eng Lok     |
| 4     | Terry Griffiths | 02:02    | Hoy Eng Lok     |
| 5     | Terry Griffiths | 02:02    | M. Oy           |

| Spiel | Spieler 1       | Ergebnis | Spieler 2   |
| ----- | --------------- | -------- | ----------- |
| 6     | Terry Griffiths | 02:02    | Tony Meo    |
| 7     | Tony Meo        | 02:02    | Hoy Eng Lok |
| 8     | Tony Meo        | 02:02    | M. Oy       |
| 9     | Tony Meo        | 02:02    | Steve Davis |
| 10    | M. Oy           | 02:02    | Hoy Eng Lok |

## Century Breaks
Zwei Spielern gelang im Verlaufe des Turnieres je ein Century Break.
- Tony Meo: 104
- Terry Griffiths: 101